# Petr Luxa
Petr Luxa, né le 3 mars 1972 à Prague, est un joueur de tennis professionnel tchèque. Il a obtenu ses meilleurs résultats en double.

## Palmarès

### Titres en double messieurs
| No | Date       | Nom et lieu du tournoi    | Catégorie   | Dotation  | Surface         | Partenaire     | Finalistes                  | Score             |          |
| -- | ---------- | ------------------------- | ----------- | --------- | --------------- | -------------- | --------------------------- | ----------------- | -------- |
| 1  | 30-04-2001 | BMW Open Munich           | Int' Series | 375 000 $ | Terre (ext.)    | Radek Štěpánek | Jaime Oncins Daniel Orsanic | 5-7, 6-2, 7-65    | Parcours |
| 2  | 29-04-2002 | BMW Open Munich           | Int' Series | 356 000 $ | Terre (ext.)    | Radek Štěpánek | Petr Pála Pavel Vízner      | 6-0, 64-7, [11-9] | Parcours |
| 3  | 27-01-2003 | Breil Milano Indoor Milan | Int' Series | 355 000 $ | Moquette (int.) | Radek Štěpánek | Tomáš Cibulec Pavel Vízner  | 6-4, 7-64         | Parcours |

### Finales en double messieurs
| No | Date       | Nom et lieu du tournoi   | Catégorie    | Dotation  | Surface      | Vainqueurs                   | Partenaire     | Score    |          |
| -- | ---------- | ------------------------ | ------------ | --------- | ------------ | ---------------------------- | -------------- | -------- | -------- |
| 1  | 28-04-1997 | Paegas Czech Open Prague | World Series | 340 000 $ | Terre (ext.) | Mahesh Bhupathi Leander Paes | David Škoch    | 6-1, 6-1 |          |
| 2  | 24-09-2001 | Salem Open Hong Kong     | Int' Series  | 375 000 $ | Dur (ext.)   | Karsten Braasch André Sá     | Radek Štěpánek | 6-0, 7-5 | Parcours |

## Résultats en Grand Chelem

### En double
| Année | Open d'Australie    | Open d'Australie               | Roland-Garros | Roland-Garros | Wimbledon | Wimbledon | US Open | US Open |
| 2004  | 2e tour David Škoch | Jonas Björkman Todd Woodbridge |               |               |           |           |         |         |

Sous le résultat, la partenaire ; à droite, l'ultime équipe adverse.